# Etlingera belalongensis
Etlingera belalongensis är en enhjärtbladig växtart som beskrevs av Axel Dalberg Poulsen. Etlingera belalongensis ingår i släktet Etlingera och familjen Zingiberaceae. Inga underarter finns listade i Catalogue of Life.